# Marathon aux Jeux olympiques
Pour un article plus général, voir Athlétisme aux Jeux olympiques.
Le marathon des Jeux olympiques ou marathon olympique est inscrit au programme des Jeux olympiques depuis la première édition, en 1896 à Athènes. Les femmes ne participent à cette épreuve que depuis les Jeux de 1984, à Los Angeles.
Avec deux médailles d'or remportées, l'Éthiopien Abebe Bikila, l'Allemand Waldemar Cierpinski et le Kényan Eliud Kipchoge sont les athlètes les plus titrés dans cette épreuve.
Les records olympiques de la discipline sont actuellement détenus par l'Éthiopien Tamirat Tola auteur de 2 h 6 min 26 s aux Jeux olympiques de 2024, à Paris, et par la Néerlando-éthiopienne Sifan Hassan auteur de 2 h 22 min 55 s aux Jeux olympiques de 2024, à Paris.

## Éditions
| N°    | Édition | Ville          | Hommes | Femmes |
| ----- | ------- | -------------- | ------ | ------ |
| 1     | JO 1896 | Athènes        | X      |        |
| 2     | JO 1900 | Paris          | X      |        |
| 3     | JO 1904 | Saint-Louis    | X      |        |
| 4     | JO 1908 | Londres        | X      |        |
| 5     | JO 1912 | Stockholm      | X      |        |
| 6     | JO 1920 | Anvers         | X      |        |
| 7     | JO 1924 | Paris          | X      |        |
| 8     | JO 1928 | Amsterdam      | X      |        |
| 9     | JO 1932 | Los Angeles    | X      |        |
| 10    | JO 1936 | Berlin         | X      |        |
| 11    | JO 1948 | Londres        | X      |        |
| 12    | JO 1952 | Helsinki       | X      |        |
| 13    | JO 1956 | Melbourne      | X      |        |
| 14    | JO 1960 | Rome           | X      |        |
| 15    | JO 1964 | Tokyo          | X      |        |
| 16    | JO 1968 | Mexico         | X      |        |
| 17    | JO 1972 | Munich         | X      |        |
| 18    | JO 1976 | Montréal       | X      |        |
| 19    | JO 1980 | Moscou         | X      |        |
| 20    | JO 1984 | Los Angeles    | X      | X      |
| 21    | JO 1988 | Séoul          | X      | X      |
| 22    | JO 1992 | Barcelone      | X      | X      |
| 23    | JO 1996 | Atlanta        | X      | X      |
| 24    | JO 2000 | Sydney         | X      | X      |
| 25    | JO 2004 | Athènes        | X      | X      |
| 26    | JO 2008 | Pékin          | X      | X      |
| 27    | JO 2012 | Londres        | X      | X      |
| 28    | JO 2016 | Rio de Janeiro | X      | X      |
| 29    | JO 2020 | Tokyo          | X      | X      |
| 30    | JO 2024 | Paris          | X      | X      |
| Total | Total   | Total          | 30     | 11     |

## Distances olympiques
Distances du marathon olympique
- 1896 : environ 40 km
- 1900 : 40,260 km
- 1904 : 40 km
- 1908 : 42,195 km
- 1912 : 40,200 km
- 1920 : 42,750 km
- Depuis 1924 : 42,195 km

La distance du marathon a varié lors des premières éditions des Jeux olympiques. Elle représente 40 km environ lors des premiers Jeux olympiques de l'ère moderne, en 1896 à Athènes, 40,260 km lors des Jeux olympiques de 1900 à Paris et 40 km lors des Jeux olympiques de 1904 à Saint-Louis. 
Il faut attendre les Jeux de Londres en 1908 pour que la distance soit fixée à 26 miles terrestres. La fantaisie va faire valoir ses droits : la course doit partir de la pelouse du château de Windsor pour faire plaisir aux enfants de la famille royale, qui veulent assister au départ des concurrents. Mais on décide au dernier moment que l'arrivée doit se faire au White City Stadium, devant la loge royale où Édouard VII est présent. De ce fait, la distance ne tombe plus juste. Elle sera alors fixée à 26 miles et 385 yards, soit 42,195 km. 
La distance varie lors des deux éditions suivantes : plus courte aux Jeux olympiques de 1912 à Stockholm avec 40,200 km, elle passe à 42,750 km lors des Jeux olympiques de 1920 à Anvers.
Depuis les Jeux olympiques de 1924, à Paris, tous les marathons se disputent sur la distance classique de 42,195 km.

## Hommes

### Historique

#### 1896-1912

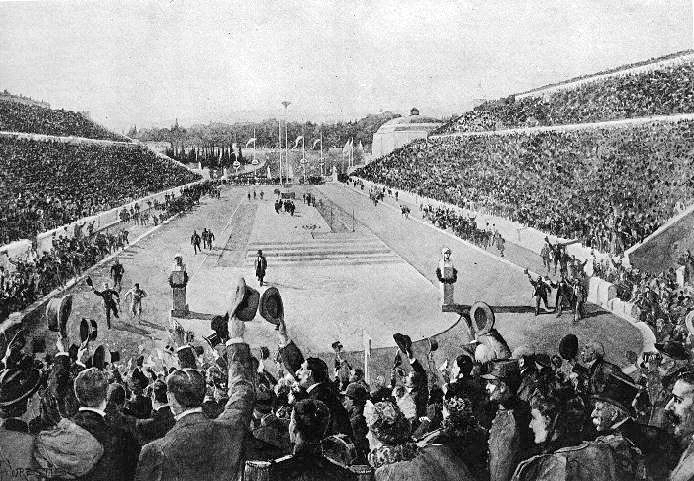
Arrivée du marathon des Jeux olympiques de 1896 au Stade panathénaïque d'Athènes.

L'épreuve du marathon fait partie des douze épreuves d'athlétisme au programme des premiers Jeux olympiques de l'ère moderne, en 1896. Le départ de la course est donné le 10 avril 1896 dans la ville de Marathon et l'arrivée se déroule au Stade panathénaïque d'Athènes, soit environ 40 km à parcourir. Parmi les vingt-quatre concurrents de l'épreuve, le Français Albin Lermusiaux prend progressivement la tête de la course et possède un kilomètre d'avance sur ses rivaux. Mais victime de crampes vers le 30e kilomètre, il est contraint à l'abandon. L'Australien Teddy Flack prend le commandement de la course au 32e kilomètre mais se voit finalement dépassé par le Grec Spyrídon Loúis à quatre kilomètres de l'arrivée. Spyrídon Loúis se présente seul à l'entrée du Stade panathénaïque et ses 60 000 spectateurs, et franchit la ligne d'arrivée en 2 h 58 min 50 s, devançant de près de sept minutes son compatriote Kharílaos Vasilákos et le Hongrois Gyula Kellner. Dix athlètes terminent l'épreuve, mais l'un d'entre eux, l'adolescent grec Spyrídon Belókas, est disqualifié après avoir effectué une partie de la course à l'arrière d'une charrette.
Le marathon des Jeux olympiques de 1900, à Paris, est remporté par le Français Michel Théato. L'épreuve, qui se déroule sous une très forte chaleur (39 °C à l'ombre), se dispute sur la distance de 40,260 km ; le départ est donné à la Croix-Catelan dans le bois de Boulogne puis, à partir de la porte de Passy, l'itinéraire emprunte les boulevard extérieurs, valant à cette course le nom de « marathon des fortifs ». Parmi les 13 participants, le Suédois Ernst Fast mène la course mais se fait rejoindre à quelques kilomètres de l'arrivée, Michel Théato se détache et l'emporte dans le temps de 2 h 59 min 45 s, devançant son compatriote Émile Champion et Ernst Fast.
En 1904, aux marathon des Jeux olympiques de 1904, sur la distance de 40 km, l'Américain Thomas Hicks remporte l'épreuve en 3 h 28 min 53 s, devant Albert Corey et Arthur Newton. L'Américain Frederick Lorz, arrivé le premier, est disqualifié par les juges pour avoir effectué une partie de la course en voiture. À 15 km de l'arrivée, Thomas Hicks est arrêté par ses entraîneurs qui lui donnent plusieurs doses de strychnine et d'eau-de-vie, s'agissant de la première manifestation de dopage aux Jeux olympiques. Ce marathon comprend également les deux premiers Noirs africains à concourir aux Jeux olympiques : Len Taunyane et Jan Mashiani. Ils arriveront respectivement neuvième et douzième, mais Len Tau aurait pu obtenir un meilleur résultat s'il n'avait pas effectué un détour d'un mille pour échapper à une meute de chiens enragés.
Lors des Jeux olympiques de 1908, à Londres, l'épreuve du marathon se dispute pour la première fois sur la distance de 42,195 km. L'Italien Dorando Pietri, en tête de la course, se présente inconscient en entrant dans le Stade olympique, tournant à droite au lieu de s'orienter à gauche, puis tombant à plusieurs reprises sur la piste, avant de chuter et d'être aidé par des officiels à se relever. Mais après avoir franchi la ligne en première position, l'Italien sera finalement disqualifié pour avoir bénéficié d'une aide illicite. L'Américain John Hayes est désigné vainqueur dans le temps de 2 h 55 min 18 s, devançant le Sud-africain Charles Hefferon et l'Américain Joseph Forshaw.
Quatre ans plus tard, aux Jeux olympiques de 1912 à Stockholm, le Sud Africain Ken McArthur s'adjuge le titre olympique disputé sur la distance de 40,200 km, en s'imposant dans le temps de 2 h 36 min 54 s, devant son compatriote Chris Gitsham l'Américain Gaston Strobino. Le Finlandais Tatu Kolehmainen, abandonne à dix kilomètres de l'arrivée après avoir mené une grande partie de la course.

#### 1920-1936

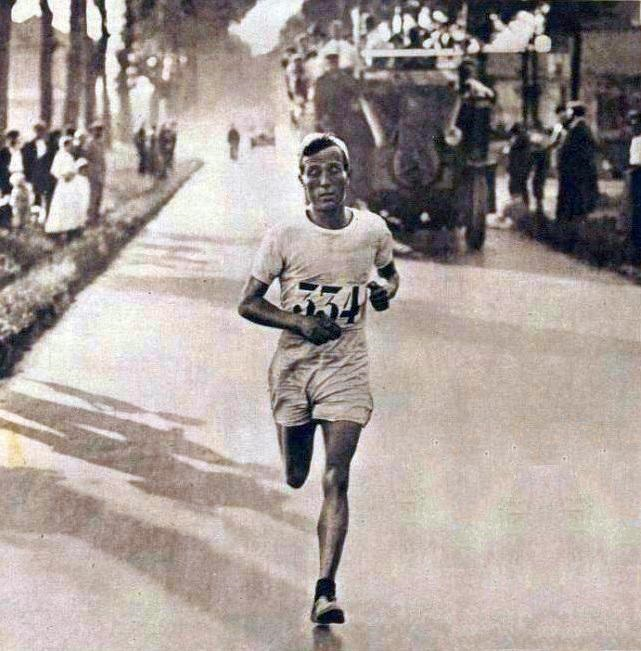
Albin Stenroos, vainqueur du marathon des Jeux olympiques de 1924.

Lors des Jeux olympiques de 1920, le Finlandais Hannes Kolehmainen, qui a remporté trois médailles individuelles huit ans plus tôt aux Jeux olympiques de 1912 (5 000 m, 10 000 m et cross-country) décide de s'aligner dans la seule épreuve du marathon, disputée sur la distance de 42,750 km. À Anvers, Hannes Kolehmainen remporte le titre olympique en contrôlant la course de bout en bout, établissant en 2 h 32 min 35 s la meilleure performance sur marathon. Il devance l'Estonien Jüri Lossmann (2 h 32 min 48 s) et l'Italien Valerio Arri (2 h 36 min 32 s).
Quatre ans plus tard, aux Jeux olympiques de 1924, à Paris, la victoire revient à un autre finlandais : Albin Stenroos qui, sur la distance devenue désormais classique de 42,195 km, l'emporte dans le temps de 2 h 41 min 22 s, loin devant l'Italien Romeo Bertini (2 h 47 min 19 s) et l'Américain Clarence DeMar (2 h 48 min 14 s), titré à plusieurs reprises au Marathon de Boston.
En 1928, lors des Jeux olympiques d'Amsterdam, le Français Boughéra El Ouafi crée la surprise en décrochant le titre après avoir repris les coureurs de tête à 5 kilomètres de l'arrivée, l'Américain Joie Ray puis le Japonais Kanematsu Yamada, sujets aux crampes. Il l'emporte dans le temps de 2 h 32 min 57 s et devance sur la ligne d'arrivée le Chilien Manuel Plaza (2 h 33 min 23 s) et le Finlandais Martti Marttelin (2 h 35 min 2 s), Kanematsu Yamada et Joie Ray terminant respectivement 4e et 5e de l'épreuve.
Favori du marathon des Jeux olympiques de 1932, à Los Angeles, le Finlandais Paavo Nurmi, détenteur de neuf titres olympiques, est disqualifié peu avant ces Jeux par l'Association internationale des fédérations d'athlétisme pour avoir enfreint les règles de l'amateurisme. En son absence, la victoire revient à l'Argentin Juan Carlos Zabala qui l'emporte dans le temps de 2 h 31 min 36 s, nouveau record olympique, devançant de 19 secondes le Britannique Samuel Ferris (2 h 31 min 55 s) après avoir pris la tête de la course à quatre kilomètres de l'arrivée. Le Finlandais Armas Toivonen complète le podium en 2 h 32 min 12 s.
Aux Jeux olympiques de 1936, à Berlin, Juan Carlos Zabala ne parvient pas à décrocher son deuxième titre olympique consécutif en abandonnant au 36e kilomètre après avoir mené pendant la quasi-totalité de la course. Le Japonais Son Kitei, revenu sur tous ses adversaires de tête, remporte le marathon en établissant un nouveau record olympique en 2 h 29 min 19 s, devançant le Britannique Ernest Harper, deuxième en 2 h 31 min 23 s, et l'autre japonais Nan Shōryū, troisième en 2 h 31 min 42 s.

#### 1948-1964

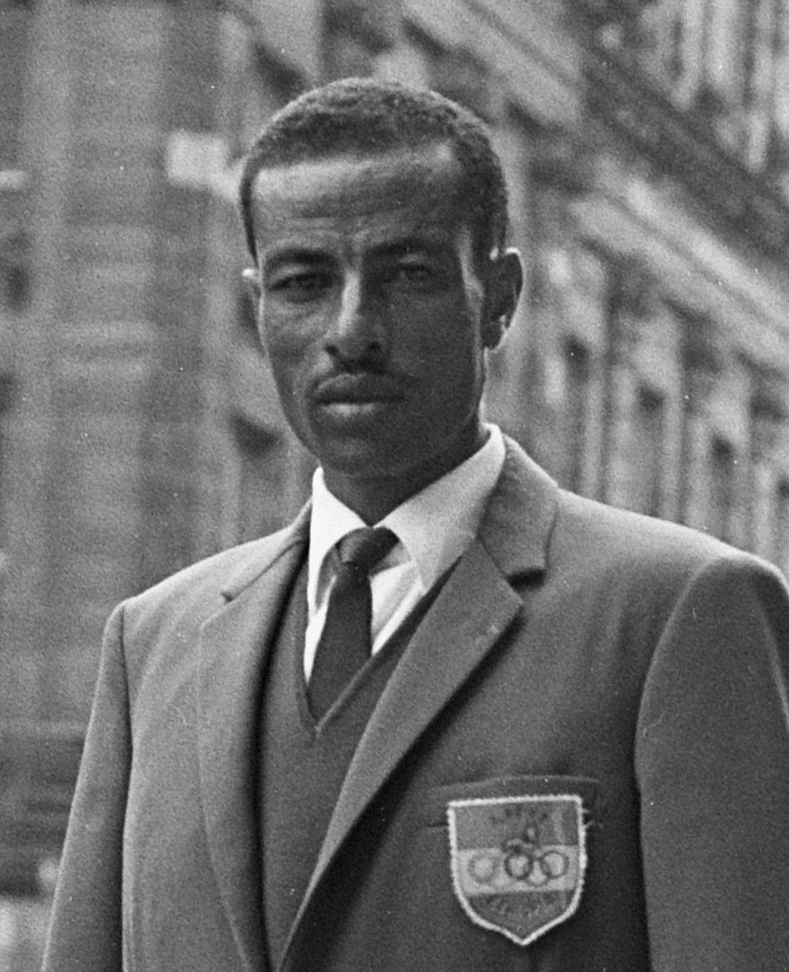
Abebe Bikila, champion olympique en 1960 et 1964.

Lors des Jeux olympiques de 1948, à Londres, l'Argentin Delfo Cabrera, qui dispute son premier marathon, remporte le titre olympique dans le temps de 2 h 34 min 51 s. Devancé de plus d'une minute par le Belge Étienne Gailly au 30e kilomètre, il parvient à refaire son retard mais est de nouveau distancé à un kilomètre de l'arrivée. Assuré de remporter le titre, Étienne Gailly est victime d'une défaillance physique en abordant la piste du Stade de Wembley et sera dépassé par Delfo Cabrera et par le Britannique Thomas Richards, se classant seulement troisième de la course.
Le Tchécoslovaque Emil Zátopek remporte le marathon des Jeux olympiques de 1952, à Helsinki, après s'être imposé quelques jours plus tôt sur 5 000 m et 10 000 m. Alors qu'il dispute le premier marathon de sa carrière, il prend le commandement de la course dès le 15e kilomètre en compagnie du Suédois Gustaf Jansson, avant d'occuper seul la tête à partir du 23e kilomètre. Il s'impose dans le temps de 2 h 23 min 2 s, devançant de plus de deux minutes et demie l'Argentin Reinaldo Gorno (2 h 25 min 35 s) et près de trois minutes Gustaf Jansson (2 h 26 min 7 s). Delfo Cabrera, le tenant du titre, se classe 7e de l'épreuve.
Favori des Jeux olympiques de 1956, à Melbourne, Emil Zátopek ne se classe que 6e de la course, laissant la victoire au Français Alain Mimoun, qui sous une chaleur accablante (36 °C à l'ombre), l'emporte dans le temps de 2 h 25 min 0 s après s'être retrouvé seul en tête de la course à mi-parcours. Le Yougoslave Franjo Mihalić remporte la médaille d'argent en 2 h 26 min 32 s et le Finlandais Veikko Karvonen la médaille de bronze en 2 h 27 min 47 s.
Quatre ans plus tard, aux Jeux olympiques de 1960, à Rome, l’Éthiopien Abebe Bikila devient le premier athlète africain à remporter le titre olympique du marathon. Sélectionné pour les Jeux olympiques en remplacement d'un coureur blessé, il prend rapidement la tête de la course en compagnie du Marocain Abdeslam Radi. À 500 m de l'arrivée, qui pour la première fois ne se situe pas dans le stade olympique, Bikila accélère et remporte la course dans le temps de 2 h 15 min 16 s, établissant la meilleure performance sur marathon. Abdeslam Radi se classe deuxième en 2 h 15 min 41 s et le Néo-Zélandais Barry Magee troisième en 2 h 17 min 18 s. Lors de cette épreuve disputée en nocturne, Abebe Bikila court pieds nus, ne trouvant pas de chaussures qui lui convienne.
Abebe Bikila est le premier athlète à décrocher un second titre olympique sur le marathon à l'occasion des Jeux olympiques de 1964, à Tokyo. Opéré d'une appendicite aiguë 35 jours avant le début de la compétition, il parvient à se rétablir rapidement et remporter l'épreuve dans le temps de 2 h 12 min 11 s, signant une nouvelle fois la meilleure performance mondiale sur cette distance. Il devance de près de quatre minutes le Britannique Basil Heatley, médaillé d'argent en 2 h 16 min 19 s, et le Japonais Kōkichi Tsuburaya, médaillé de bronze en 2 h 16 min 22 s. Le Britannique Brian Kilby, champion d'Europe et du Commonwealth en 1962, termine au pied du podium.

#### 1968-1984

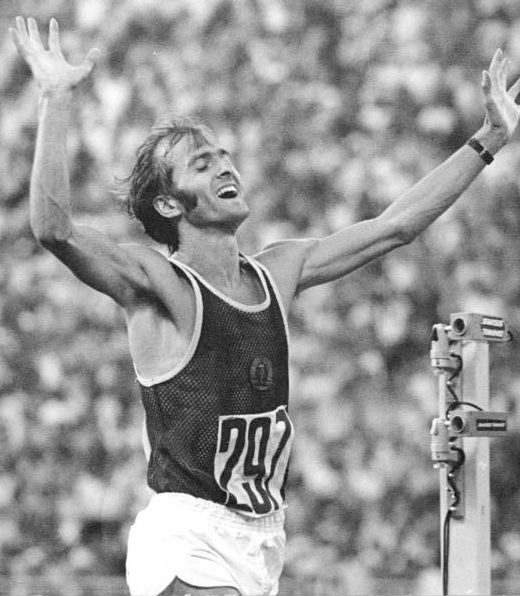
Waldemar Cierpinski, champion olympique en 1976 et 1980.

Le marathon des Jeux olympiques de 1968, disputé à Mexico à plus de 2 000 m d'altitude, est remporté par l'Éthiopien Mamo Wolde, médaillé d'argent sur 10 000 m une semaine plus tôt, qui s'impose dans le temps de 2 h 20 min 26 s, devançant largement le Japonais Kenji Kimihara (2 h 23 min 31 s) et le Néo-Zélandais Mike Ryan (2 h 23 min 45 s). Abebe Bikila, le double tenant du titre, abandonne peu avant le 15e kilomètre pour ce qui constituait la dernière course de sa carrière. L'Australien Derek Clayton, détenteur depuis 1967 de la meilleure performance mondiale sur le marathon, termine 7e de l'épreuve.
En 1972, lors des Jeux olympiques de Munich, l'Américain Frank Shorter s'adjuge le titre olympique dans le temps de 2 h 12 min 19 s et devance de près de deux minutes le champion d'Europe en titre belge Karel Lismont, médaillé d'argent en 2 h 14 min 31 s, et de près de trois minutes le tenant du titre Mamo Wolde. Shorter, né à Munich, avait pris la tête de la course dès le 15e kilomètre.
Quatre ans plus tard, lors des Jeux olympiques de 1976, à Montréal, l'Est-Allemand Waldemar Cierpinski, spécialiste jusqu'alors des épreuves sur piste (steeple, 10 000 m) crée la surprise en décrochant le titre olympique du marathon. Il s'impose dans le temps de 2 h 9 min 55 s, améliorant de plus de 2 minutes le record olympique établi en 1964 par Abebe Bikila. Le tenant du titre Frank Shorter se classe deuxième en 2 h 10 min 45 s alors que Karel Lismont obtient la médaille d'argent en 2 h 11 min 12 s. Le Finlandais Lasse Virén, titré sur 5 000 m et 10 000 m à Munich, se classe 5e de l'épreuve. Cette édition est marquée par l'absence des meilleurs spécialiste africains de la discipline pour cause de boycott.
En 1980, Waldemar Cierpinski devient le second athlète après Abebe Bikila à remporter un deuxième titre olympique sur le marathon. Aux Jeux olympiques de Moscou, il s'impose dans le temps de 2 h 11 min 3 s, devançant dans les derniers mètres de la course le Néerlandais Gerard Nijboer (2 h 11 min 20 s) et le Soviétique Satymkul Jumanazarov (2 h 11 min 35 s). L’Éthiopien Dereje Nedi, le premier africain, se classe 7e de l'épreuve alors que Bill Rodgers, l'un des favoris au titre olympique, ne participe pas à ces Jeux en raison du boycott des États-Unis.
Le marathon des Jeux olympiques de 1984, à Los Angeles, qui se dispute par très forte chaleur (près de 30 °C à l'ombre), est remporté par le Portugais Carlos Lopes qui établit un nouveau record olympique en parcourant la distance en 2 h 9 min 21 s. Après avoir porté une attaque à 5 km de l'arrivée, il lâche progressivement l'Irlandais John Treacy et le Britannique Charles Spedding qui terminent derrière lui, en respectivement 2 h 9 min 56 s et 2 h 9 min 58 s. L'Australien Robert de Castella, champion du monde en 1983 et détenteur depuis 1981 de la meilleure performance sur marathon, se classe 5e de la course.

#### 1988-2004

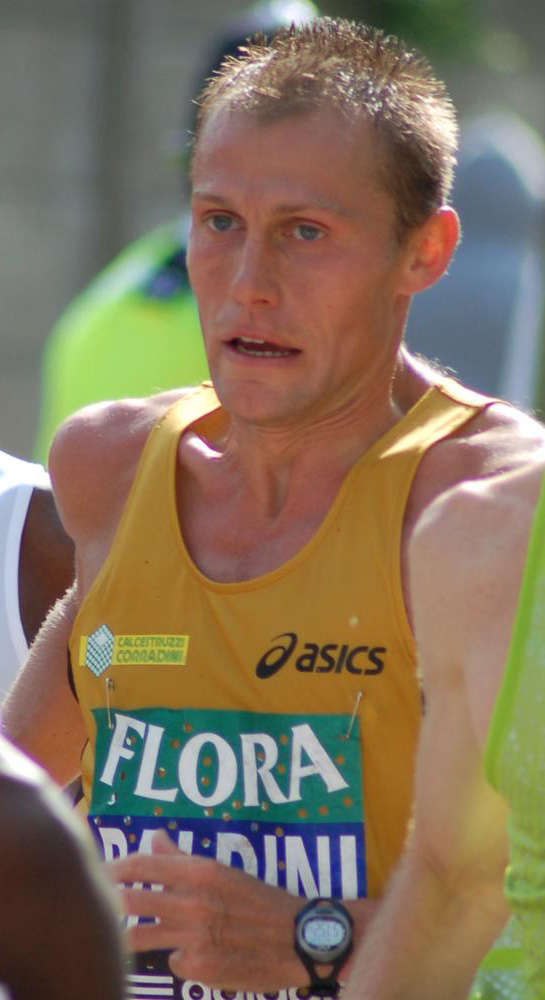
Stefano Baldini, vainqueur du marathon des Jeux olympiques de 2004 au Stade panathénaïque d'Athènes.

Quatre ans plus tard, lors des Jeux olympiques de 1988, à Séoul, l'Italien Gelindo Bordin, double champion d'Europe en titre, s'adjuge le titre olympique dans le temps de 2 h 10 min 32 s. Troisième de la course au 38e kilomètre, il refait progressivement son retard sur les deux hommes de tête, le champion du monde en titre kényan Douglas Wakiihuri et le Djiboutien Hussein Ahmed Salah, et les dépassent à moins de 2 km de l'arrivée. Wakiihuri est médaillé d'argent en 2 h 10 min 47 s et Hussein Ahmed Salah médaillé de bronze en 2 h 10 min 59 s.
Le Sud-coréen Hwang Young-cho remporte le titre des Jeux olympiques de 1992, à Barcelone. Dans une course rendue pénible par l'ascension de la colline de Montjuïc peu avant l'entrée au stade olympique, Hwang Young-cho se détache du Japonais Kōichi Morishita à 1 500 m de l'arrivée et l'emporte en 2 h 13 min 23 s, devant Koichi Morishita (2 h 13 min 45 s) et l'Allemand Stephan Freigang (2 h 14 min 0 s). Le Japonais Takeyuki Nakayama termine au pied du podium, comme en 1988, alors que son compatriote Hiromi Taniguchi, champion du monde en 1991, se classe 8e de l'épreuve. Le tenant du titre Gelindo Bordin ne termine pas la course.
Le marathon des Jeux olympiques de 1996, à Atlanta, est remporté par le Sud-africain Josia Thugwane dans le temps de 2 h 12 min 36 s, devançant dans les derniers mètres de course le Sud-coréen Lee Bong-ju (2 h 12 min 39 s) et le Kényan Erick Wainaina (2 h 12 min 44 s), soit les marges les plus infimes entre trois médaillés olympique sur marathon. En raison de la chaleur, le départ de la course est donné à 7 heures du matin.
En 2000, lors des Jeux olympiques de Sydney, Gezahegne Abera s'adjuge le titre olympique, succédant 32 ans après à son compatriote Mamo Wolde, dernier vainqueur éthiopien du marathon aux Jeux. Il l'emporte dans le temps de 2 h 10 min 11 s et devance le Kényan Erick Wainaina, troisième à Atlanta en 1996 qui remporte la médaille d'argent en 2 h 10 min 31 s, et l'autre éthiopien Tesfaye Tola, médaillé de bronze en 2 h 11 min 10 s. Le tenant du titre Josia Thugwane termine 20e de la course alors que l'Espagnol Abel Antón, champion du monde en 1997 et 1999, se classe 53e.
Comme en 1896, le départ du marathon des Jeux olympiques de 2004, dernière épreuve des Jeux olympiques de 2004, est donné depuis la ville de Marathon et l'arrivée a lieu au Stade panathénaïque d'Athènes. La victoire revient à l'Italien Stefano Baldini, qui sur un parcours sélectif (forte montée jusqu'au 32e km et chaleur estivale) l'emporte dans le temps de 2 h 10 min 55 s, devant l'Américain Meb Keflezighi (2 h 11 min 29 s) et le Brésilien Vanderlei de Lima (2 h 12 min 11 s). En tête de la course au 35e kilomètre, Vanderlei de Lima compte 28 secondes d'avance sur ses poursuivants lorsqu'un spectateur surgit et l'entraîne dans la foule, lui faisant perdre plusieurs secondes. Dépassé ensuite par Baldini et Keflezighi au 38e kilomètre, il parvient néanmoins à conserver sa médaille de bronze. Le Marocain Jaouad Gharib, champion du monde en 2003, se classe 11e de la course alors que le Kényan Paul Tergat, détenteur du record du monde depuis 2003, termine en 10e position.

#### Depuis 2008

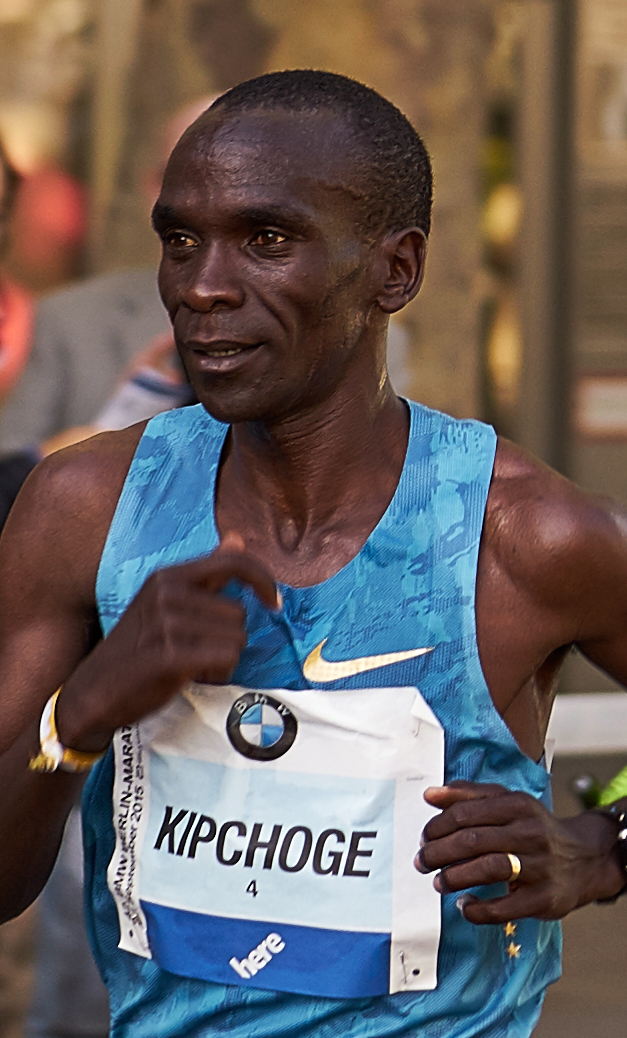
Eliud Kipchoge, champion olympique en 2016 et 2021.

Lors des Jeux olympiques de 2008, à Pékin, Samuel Wanjiru devient à 21 ans seulement le premier Kényan champion olympique du marathon. Dans une course disputée dès le départ sur un rythme soutenu, cinq concurrents sont en tête à la mi-course : Samuel Wanjiru, Jaouad Gharib, champion du monde en 2003 et 2005, l'Érythréen Yonas Kifle, l'Éthiopien Deriba Mergaet le Kényan Martin Lel, triple vainqueur du marathon de Londres. Samuel Wanjiru, détenteur du record du monde du semi-marathon depuis 2017, se retrouve avec Jaouad Gharib au 35e kilomètre, puis prend seul le commandement de la course au 38e kilomètre pour s'imposer dans le temps de 2 h 6 min 32 s, établissant un nouveau record olympique. Jaouad Gharib remporte la médaille d'argent en 2 h 7 min 16 s et Tsegay Kebede la médaille de bronze en 2 h 10 min 0 s. L’Éthiopien Haile Gebrselassie, détenteur du record du monde depuis 2007, renonce à participer à ce marathon en raison de la chaleur et des risques de pollution.
Le marathon des Jeux olympiques de 2012, à Londres, est remporté par l'Ougandais Stephen Kiprotich en 2 h 8 min 1 s après avoir  placé une attaque à six kilomètres de l’arrivée pour devancer sur la ligne deux Kényans : Abel Kirui, champion du monde en 2009 et 2011, médaillé d’argent en 2 h 8 min 27 s, et Wilson Kiprotich, vainqueur du Marathon de Londres 2012, médaillé de bronze en 2 h 9 min 37 s. Meb Keflezighi, deuxième à Athènes en 2004, termine au pied du podium alors que Patrick Makau, détenteur du record du monde depuis 2011, ne fait pas partie de la sélection kényane.
Le Kényan Eliud Kipchoge est le favori du marathon des Jeux olympiques de 2016 après avoir notamment remporté le Marathon de Chicago 2014, le Marathon de Berlin 2015, et le Marathon de Londres 2015 et 2016. À Rio de Janeiro, il s'impose dans le temps de 2 h 8 min 44 s après avoir déposé l’Éthiopien Feyisa Lilesa au 38e kilomètre de la course. Feyisa Lilesa, qui se classe deuxième en 2 h 9 min 54 s, effectue sur la ligne d'arrivée un geste de soutien à des manifestations en cours contre le gouvernement éthiopien en croisant ses poings au-dessus de sa tête. L'Américain Galen Rupp remporte la médaille de bronze en établissant un nouveau record personnel en 2 h 10 min 5 s, devançant l'Érythréen Ghirmay Ghebreslassie, champion du monde en 2015, qui termine au pied du podium. Le tenant du titre Stephen Kiprotich se classe 14e de la course.
En 2021, le marathon des Jeux olympiques de 2020 se déroule au Parc Ōdōri de Sapporo, à près de 800 km de Tokyo. Eliud Kipchoge, détenteur du record du monde depuis septembre 2018 en 2 h 1 min 39 s, et titré à deux reprises sur le Marathon de Londres et de Marathon de Berlin depuis son dernier sacre à Rio de Janeiro, devient le troisième athlète à remporter un deuxième titre olympique sur marathon après Abebe Bikila (en 1960 et 1964) et Waldemar Cierpinski (en 1976 et 1980). Le Kényan se défait de ses adversaires à 10 km de l'arrivée et creuse la différence entre le 30e et le 35e kilomètre, distance qu'il effectue en 14 min 28 s. Il l'emporte en 2 h 8 min 38 s et devance largement le Néerlandais Abdi Nageeye (2 h 9 min 58 s) et le Belge Bashir Abdi (2 h 10 min 0 s) qui se livrent un dernier sprint final en compagnie de l'autre Kényan Lawrence Cherono. La course, disputée à 7 heures du matin pour éviter des températures trop élevées, compte 30 abandons.
En 2024, le marathon des Jeux olympiques à Paris part de l'hôtel de Ville, traverse une partie de l'ouest parisien, monte jusqu'au château de Versailles avant de redescendre sur Paris et finir aux Invalides. Pour la première fois le marathon féminin se court le lendemain du marathon masculin qui termine habituellement les épreuves d'athlétisme des Jeux olympiques. Le parcours est marqué par un assez fort dénivelé, dont le pavé des Gardes, lieu où se détache le vainqueur du marathon masculin, l'Éthiopien Tamirat Tola en 2:06:26, devant le Belge Bashir Abdi et le Kényan Benson Kipruto. Le marathon féminin est remporté lui par la Néerlandaise Sifan Hassan en 2:22:55, dépassant dans les derniers 200 mètres l'Éthiopienne Tigst Assefa. La Kényane Hellen Obiri termine troisième. Les records olympiques masculin et féminin sont battus malgré le dénivelé.

### Palmarès
| Édition | Or                                        | Argent                                   | Bronze                                       |
| ------- | ----------------------------------------- | ---------------------------------------- | -------------------------------------------- |
| 1896    | Spyrídon Loúis (GRE) 2 h 58 min 50 s      | Kharílaos Vasilákos (GRE) 3 h 6 min 3 s  | Gyula Kellner (HUN) 3 h 6 min 35 s           |
| 1900    | / Michel Théato (FRA/LUX) 2 h 59 min 45 s | Émile Champion (FRA) 3 h 4 min 17 s      | Ernst Fast (SWE) 3 h 37 min 14 s             |
| 1904    | Thomas Hicks (USA) 3 h 28 min 53 s        | / Albert Corey (USA/FRA) 3 h 34 min 52 s | Arthur Newton (USA) 3 h 47 min 33 s          |
| 1908    | Johnny Hayes (USA) 2 h 55 min 18 s        | Charles Hefferon (RSA) 2 h 56 min 6 s    | Joseph Forshaw (USA) 2 h 57 min 10 s         |
| 1912    | Ken McArthur (RSA) 2 h 36 min 54 s        | Chris Gitsham (RSA) 2 h 37 min 52 s      | Gaston Strobino (USA) 2 h 38 min 42 s        |
| 1920    | Hannes Kolehmainen (FIN) 2 h 32 min 35 s  | Jüri Lossmann (EST) 2 h 32 min 48 s      | Valerio Arri (ITA) 2 h 36 min 32 s           |
| 1924    | Albin Stenroos (FIN) 2 h 41 min 22 s      | Romeo Bertini (ITA) 2 h 47 min 19 s      | Clarence DeMar (USA) 2 h 48 min 14 s         |
| 1928    | Boughéra El Ouafi (FRA) 2 h 32 min 57 s   | Manuel Plaza (CHI) 2 h 33 min 23 s       | Martti Marttelin (FIN) 2 h 35 min 2 s        |
| 1932    | Juan Carlos Zabala (ARG) 2 h 31 min 36 s  | Samuel Ferris (GBR) 2 h 31 min 55 s      | Armas Toivonen (FIN) 2 h 32 min 12 s         |
| 1936    | Son Kitei (JPN) 2 h 29 min 19 s           | Ernest Harper (GBR) 2 h 31 min 23 s      | Nan Shōryū (JPN) 2 h 31 min 42 s             |
| 1948    | Delfo Cabrera (ARG) 2 h 34 min 51 s       | Thomas Richards (GBR) 2 h 35 min 7 s     | Étienne Gailly (BEL) 2 h 35 min 33 s         |
| 1952    | Emil Zátopek (CZE) 2 h 23 min 2 s         | Reinaldo Gorno (ARG) 2 h 25 min 35 s     | Gustaf Jansson (SWE) 2 h 26 min 7 s          |
| 1956    | Alain Mimoun (FRA) 2 h 25 min 0 s         | Franjo Mihalić (YUG) 2 h 26 min 32 s     | Veikko Karvonen (FIN) 2 h 27 min 47 s        |
| 1960    | Abebe Bikila (ETH) 2 h 15 min 16 s        | Abdeslam Radi (MAR) 2 h 15 min 41 s      | Barry Magee (NZL) 2 h 17 min 18 s            |
| 1964    | Abebe Bikila (ETH) 2 h 12 min 11 s        | Basil Heatley (GBR) 2 h 16 min 19 s      | Kōkichi Tsuburaya (JPN) 2 h 16 min 22 s      |
| 1968    | Mamo Wolde (ETH) 2 h 20 min 26 s          | Kenji Kimihara (JPN) 2 h 23 min 31 s     | Mike Ryan (NZL) 2 h 23 min 45 s              |
| 1972    | Frank Shorter (USA) 2 h 12 min 19 s       | Karel Lismont (BEL) 2 h 14 min 31 s      | Mamo Wolde (ETH) 2 h 15 min 8 s              |
| 1976    | Waldemar Cierpinski (GDR) 2 h 9 min 55 s  | Frank Shorter (USA) 2 h 10 min 45 s      | Karel Lismont (BEL) 2 h 11 min 12 s          |
| 1980    | Waldemar Cierpinski (GDR) 2 h 11 min 3 s  | Gerard Nijboer (NED) 2 h 11 min 20 s     | Satymkul Dzhumanazarov (URS) 2 h 11 min 35 s |
| 1984    | Carlos Lopes (POR) 2 h 9 min 21 s         | John Treacy (IRL) 2 h 9 min 56 s         | Charles Spedding (GBR) 2 h 9 min 58 s        |
| 1988    | Gelindo Bordin (ITA) 2 h 10 min 32 s      | Douglas Wakiihuri (KEN) 2 h 10 min 47 s  | Hussein Ahmed Salah (DJI) 2 h 10 min 59 s    |
| 1992    | Hwang Young-cho (KOR) 2 h 13 min 23 s     | Kōichi Morishita (JPN) 2 h 13 min 45 s   | Stephan Freigang (GER) 2 h 14 min 0 s        |
| 1996    | Josia Thugwane (RSA) 2 h 12 min 36 s      | Lee Bong-ju (KOR) 2 h 12 min 39 s        | Erick Wainaina (KEN) 2 h 12 min 44 s         |
| 2000    | Gezahegne Abera (ETH) 2 h 10 min 11 s     | Erick Wainaina (KEN) 2 h 10 min 31 s     | Tesfaye Tola (ETH) 2 h 11 min 10 s           |
| 2004    | Stefano Baldini (ITA) 2 h 10 min 55 s     | Meb Keflezighi (USA) 2 h 11 min 29 s     | Vanderlei de Lima (BRA) 2 h 12 min 11 s      |
| 2008    | Samuel Wanjiru (KEN) 2 h 6 min 32 s       | Jaouad Gharib (MAR) 2 h 7 min 16 s       | Tsegay Kebede (ETH) 2 h 10 min 0 s           |
| 2012    | Stephen Kiprotich (UGA) 2 h 8 min 1 s     | Abel Kirui (KEN) 2 h 8 min 27 s          | Wilson Kiprotich (KEN) 2 h 9 min 37 s        |
| 2016    | Eliud Kipchoge (KEN) 2 h 8 min 44 s       | Feyisa Lilesa (ETH) 2 h 9 min 54 s       | Galen Rupp (USA) 2 h 10 min 5 s              |
| 2020    | Eliud Kipchoge (KEN) 2 h 8 min 38 s       | Abdi Nageeye (NED) 2 h 9 min 58 s        | Bashir Abdi (BEL) 2 h 10 min 0 s             |
| 2024    | Tamirat Tola (ETH) 2 h 6 min 26 s         | Bashir Abdi (BEL) 2 h 6 min 47 s         | Benson Kipruto (KEN) 2 h 7 min 0 s           |

### Multiples médaillés
| Rang | Athlète             | Pays               | Période   | Or | Argent | Bronze | Total |
| ---- | ------------------- | ------------------ | --------- | -- | ------ | ------ | ----- |
| 1    | Abebe Bikila        | Éthiopie           | 1960–1964 | 2  | 0      | 0      | 2     |
| 1    | Waldemar Cierpinski | Allemagne de l'Est | 1976–1980 | 2  | 0      | 0      | 2     |
| 1    | Eliud Kipchoge      | Kenya              | 2016-2021 | 2  | 0      | 0      | 2     |
| 4    | Frank Shorter       | États-Unis         | 1972–1976 | 1  | 1      | 0      | 2     |
| 5    | Mamo Wolde          | Éthiopie           | 1968–1972 | 1  | 0      | 1      | 2     |
| 6    | Karel Lismont       | Belgique           | 1972–1976 | 0  | 1      | 1      | 2     |
| 6    | Erick Wainaina      | Kenya              | 1996–2000 | 0  | 1      | 1      | 2     |
| 6    | Bashir Abdi         | Belgique           | 2021–2024 | 0  | 1      | 1      | 2     |

### Record olympique
Progression du record olympique masculin du marathon obtenu sur le parcours standard de 42,195 km, il n'inclut pas les résultats obtenus sur des distances différentes : Athènes 1896 (40 km), Paris 1900 (40,260 km), Saint-Louis 1904 (40 km), Stockholm 1912 (40,200 km), et Anvers 1920 (42,750 km).
| Temps           | Athlète             | Lieu        | Date              | Record |
| --------------- | ------------------- | ----------- | ----------------- | ------ |
| 2 h 55 min 18 s | John Hayes          | Londres     | 24 juillet 1908   | MPM    |
| 2 h 41 min 22 s | Albin Stenroos      | Paris       | 13 juillet 1924   |        |
| 2 h 32 min 57 s | Boughéra El Ouafi   | Amsterdam   | 5 août 1928       |        |
| 2 h 31 min 36 s | Juan Carlos Zabala  | Los Angeles | 7 août 1932       |        |
| 2 h 29 min 19 s | Son Kitei           | Berlin      | 9 août 1936       |        |
| 2 h 23 min 3 s  | Emil Zátopek        | Helsinki    | 27 juillet 1952   |        |
| 2 h 15 min 16 s | Abebe Bikila        | Rome        | 10 septembre 1960 | MPM    |
| 2 h 12 min 11 s | Abebe Bikila        | Tokyo       | 21 octobre 1964   | MPM    |
| 2 h 9 min 55 s  | Waldemar Cierpinski | Montréal    | 31 juillet 1976   |        |
| 2 h 9 min 21 s  | Carlos Lopes        | Los Angeles | 12 août 1984      |        |
| 2 h 6 min 32 s  | Samuel Wanjiru      | Pékin       | 24 août 2008      |        |
| 2 h 6 min 26 s  | Tamirat Tola        | Paris       | 10 août 2024      |        |

## Femmes

### Historique

#### 1984-2004

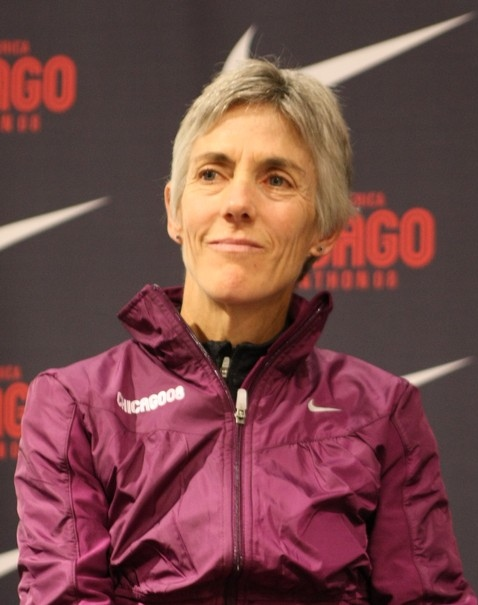
Joan Benoit, première championne olympique du marathon, en 1984 à Los Angeles.

Le marathon féminin fait sa première apparition olympique à l'occasion des Jeux olympiques de 1984, à Los Angeles. L'épreuve se dispute déjà lors des championnats d'Europe depuis 1982 et lors des championnats du monde depuis 1983. L'Américaine Joan Benoit, double vainqueur du Marathon de Boston et détentrice de la meilleure performance mondiale sur marathon, remporte le titre olympique dans le temps de 2 h 24 min 52 s. Après s'être porté en tête de la course en compagnie de Grete Waitz dès le 7e kilomètre, elle se défait de son adversaire et parcourt la quasi-totalité de l'épreuve seule en tête. Elle s'impose au Los Angeles Memorial Coliseum et devance la championne du monde en titre norvégienne Grete Waitz, médaillée d'argent en 2 h 26 min 18 s et la championne d'Europe en titre portugaise Rosa Mota, médaillée de bronze en 2 h 26 min 57 s. 
En 1988, lors des Jeux olympiques de Séoul, Rosa Mota décroche la médaille d'or un an après son titre obtenu aux mondiaux de Rome. Au 40e kilomètre, elle se détache de ses deux partenaires d'échappée, l'Australienne Lisa Martin et l'Est-allemande Katrin Dörre, et remporte le titre en 2 h 25 min 40 s, Lisa Martin se classant deuxième en 2 h 25 min 53 s et Katrin Dörre troisième en 2 h 26 min 21 s. Grete Waitz, deuxième à Los Angeles et titrée à neuf reprises sur le Marathon de New York, abandonne vers le 30e kilomètre.
Le marathon féminin des Jeux olympiques de 1992, à Barcelone, est remportée par la Russe Valentina Yegorova qui concourt alors pour l'équipe unifiée de l’ex-URSS. Elle s'impose dans le temps de 2 h 32 min 41 s, devançant de 8 secondes seulement la Japonaise Yūko Arimori (2 h 32 min 49 s) et de plus d'une minute la Néo-zélandaise Lorraine Moller (2 h 33 min 59 s). La Polonaise Wanda Panfil, championne du monde en 1991 à Tokyo, se classe 22e de l'épreuve.
Le départ du marathon féminin des Jeux olympiques de 1996 est donné quelques heures seulement après l'Attentat du parc du Centenaire, dans le parc olympique d'Atlanta. Disputée sous une forte chaleur, la course est remportée par l'Éthiopienne Fatuma Roba, qui après avoir rattrapée l'Allemande Uta Pippig à la mi-course, s'impose dans le temps de 2 h 26 min 5 s et devance la tenante du titre Valentina Yegorova, médaillée d'argent en 2 h 28 min 5 s, et la vice-championne olympique en titre Yūko Arimori, médaillée de bronze en 2 h 28 min 39 s. Katrin Dörre-Heinig se classe 4e de la course alors que la championne du monde en titre, la Portugaise Manuela Machado, prend la 7e place.
Quatre ans plus tard, lors des Jeux olympiques de 2000 à Sydney, la Japonaise s'adjuge la médaille d'or en améliorant le record olympique de Joan Benoit établi en 1984, en s'imposant dans le temps de 2 h 23 min 14 s. Elle devance de 6 secondes seulement la Roumaine Lidia Șimon, deuxième en 2 h 23 min 22 s, et de près de deux minutes la Kényane Joyce Chepchumba, troisième en 2 h 24 min 45 s. La tenante du titre Fatuma Roba se classe 9e alors que la Kényane Tegla Loroupe, détentrice de la meilleure performance mondiale sur marathon depuis 1998, termine à 13e place.
La Britannique Paula Radcliffe, première détentrice officielle du record du monde du marathon en 2002, figure parmi les favorites des Jeux olympiques de 2004, à Athènes, en compagnie de la Kényane Catherine Ndereba et de la Japonaise Mizuki Noguchi, respectivement championne et vice-championne du monde à Paris en 2003. Seule en tête à partir du 30e kilomètres, Mizuki Noguchi creuse de nouveau l'écart sur ses adversaires et l'emporte en 2 h 26 min 20 s malgré le retour dans les cinq derniers kilomètres de Catherine Ndereba qui se classe finalement deuxième en 2 h 26 min 32 s,. L'Américaine Deena Kastor complète le podium en 2 h 27 min 20 s alors que Paula Radcliffe abandonne au 36e kilomètre à la suite de douleurs à l'estomac. Comme pour l'épreuve masculine, le départ est donné depuis la ville de Marathon et l'arrivée se situe au Stade panathénaïque d'Athènes.

#### Depuis 2008

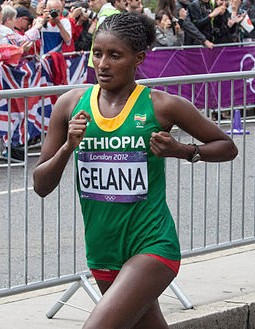
Tiki Gelana, championne olympique en 2012 à Londres où elle y établit l'actuel record olympique.

En 2008, lors du marathon féminin des Jeux olympiques de Pékin, la Roumaine Constantina Tomescu décide d’accélérer le rythme au 35e kilomètre, déclenchant notamment un nouvel abandon de Paula Radcliffe, et résiste au retour de ses concurrentes pour l'emporter en 2 h 26 min 44 s, devant Catherine Ndereba, championne du monde en 2007 et de nouveau sur la deuxième marche du podium dans le temps de 2 h 27 min 6 s, et devant la Chinoise Zhou Chunxiu, médaillée de bronze en 2 h 27 min 7 s.
Le marathon des Jeux olympiques de 2012 à Londres se déroule sous la pluie pendant la première moitié de la course. L'épreuve se décante au 40e kilomètre lorsque l'Éthiopienne Tiki Gelana se détache du groupe d'échappée composé également des Kényanes Mary Keitany, vainqueur quelques mois plus tôt du marathon de Londres, et de sa compatriote Priscah Jeptoo, et de la Russe Tatyana Arkhipova. Tiki Gelana parvient à conserver une vingtaine de mètres d'avance sur Priscah Jeptoo et s'impose en 2 h 23 min 7 s, établissant un nouveau record olympique. Priscah Jeptoo est médaillée d'argent en 2 h 23 min 12 s et Tatyana Arkhipova médaillée de bronze en 2 h 23 min 29 s, signant un nouveau record personnel. Mary Keitany termine au pied du podium alors que sa compatriote Edna Kiplagat, championne du monde en 2011, se classe 20e de l'épreuve. 
La Kényane Jemima Sumgong remporte le marathon des Jeux olympiques de 2016, à Rio de Janeiro, en 2 h 24 min 4 s, devant la Bahreïnienne d'origine Kényane Eunice Kirwa (2 h 24 min 13 s) et la championne du monde en titre éthiopienne Mare Dibaba (2 h 24 min 30 s), permettant au Kenya, qui domine la scène internationale du marathon depuis deux décennies, d'obtenir sa première médaille d'or olympique sur le marathon féminin, après trois médailles d'argent, en 2004, 2008 et 2012. Plus loin dans le classement, les sœurs jumelles nord-coréennes Kim Hye-song et Kim Hye-gyong terminent l'épreuve ensemble dans le même temps, en 2 h 28 min 36 s, se classant respectivement 10e et 11e de l'épreuve.
Peres Jepchirchir succède à sa compatriote Jemima Sumgong lors du marathon des Jeux olympiques de 2020, disputé en 2021 à Sapporo, à près de 800 km de Tokyo. Le départ est donné à 6 heures du  matin mais la température avoisine les 30 degrés après deux heures de course. Au 38e kilomètre, Peres Jepchirchir, championne du monde en titre du semi-marathon, se retrouve seule en tête en compagnie de sa compatriote Brigid Kosgei, détentrice depuis 2019 du record du monde du marathon. Jepchirchir se détache progressivement de son adversaire à partir du 40e kilomètre et s'impose dans le temps de 2 h 27 min 20 s, devançant de 16 secondes Kosgei. L'Américaine Molly Seidel, qui ne dispute que le troisième marathon de sa carrière, remporte la médaille de bronze en terminant à 26 secondes seulement de Jepchirchir. Ruth Chepngetich, championne du monde en 2019 à Doha, abandonne au 35e kilomètre.

### Palmarès
| Édition | Or                                        | Argent                                  | Bronze                                  |
| ------- | ----------------------------------------- | --------------------------------------- | --------------------------------------- |
| 1984    | Joan Benoit (USA) 2 h 24 min 52 s         | Grete Waitz (NOR) 2 h 26 min 18 s       | Rosa Mota (POR) 2 h 26 min 57 s         |
| 1988    | Rosa Mota (POR) 2 h 25 min 40 s           | Lisa Martin (AUS) 2 h 25 min 53 s       | Katrin Dörre (GDR) 2 h 26 min 21 s      |
| 1992    | Valentina Yegorova (EUN) 2 h 32 min 41 s  | Yūko Arimori (JPN) 2 h 32 min 49 s      | Lorraine Moller (NZL) 2 h 33 min 59 s   |
| 1996    | Fatuma Roba (ETH) 2 h 26 min 5 s          | Valentina Yegorova (RUS) 2 h 28 min 5 s | Yūko Arimori (JPN) 2 h 28 min 39 s      |
| 2000    | Naoko Takahashi (JPN) 2 h 23 min 14 s     | Lidia Șimon (ROU) 2 h 23 min 22 s       | Joyce Chepchumba (KEN) 2 h 24 min 45 s  |
| 2004    | Mizuki Noguchi (JPN) 2 h 26 min 20 s      | Catherine Ndereba (KEN) 2 h 26 min 32 s | Deena Kastor (USA) 2 h 27 min 20 s      |
| 2008    | Constantina Tomescu (ROU) 2 h 26 min 44 s | Catherine Ndereba (KEN) 2 h 27 min 6 s  | Zhou Chunxiu (CHN) 2 h 27 min 7 s       |
| 2012    | Tiki Gelana (ETH) 2 h 23 min 7 s          | Priscah Jeptoo (KEN) 2 h 23 min 12 s    | Tatyana Arkhipova (RUS) 2 h 23 min 29 s |
| 2016    | Jemima Sumgong (KEN) 2 h 24 min 4 s       | Eunice Kirwa (BRN) 2 h 24 min 13 s      | Mare Dibaba (ETH) 2 h 24 min 30 s       |
| 2020    | Peres Jepchirchir (KEN) 2 h 27 min 20 s   | Brigid Kosgei (KEN) 2 h 27 min 36 s     | Molly Seidel (USA) 2 h 27 min 46 s      |
| 2024    | Sifan Hassan (NED) 2 h 22 min 55 s        | Tigist Assefa (ETH) 2 h 22 min 58 s     | Hellen Obiri (KEN) 2 h 23 min 10 s      |

### Multiples médaillées
| Rang | Athlète            | Pays                  | Période   | Or | Argent | Bronze | Total |
| ---- | ------------------ | --------------------- | --------- | -- | ------ | ------ | ----- |
| 1    | Valentina Yegorova | Équipe unifiée Russie | 1992–1996 | 1  | 1      | 0      | 2     |
| 2    | Rosa Mota          | Portugal              | 1984–1988 | 1  | 0      | 1      | 2     |
| 3    | Catherine Ndereba  | Kenya                 | 2004–2008 | 0  | 2      | 0      | 2     |
| 4    | Yūko Arimori       | Japon                 | 1992–1996 | 0  | 1      | 1      | 2     |

### Record olympique
| Temps           | Athlète         | Lieu        | Date              |
| --------------- | --------------- | ----------- | ----------------- |
| 2 h 24 min 52 s | Joan Benoit     | Los Angeles | 5 août 1984       |
| 2 h 23 min 14 s | Naoko Takahashi | Sydney      | 24 septembre 2000 |
| 2 h 23 min 7 s  | Tiki Gelana     | Londres     | 5 août 2012       |
| 2 h 22 min 55 s | Sifan Hassan    | Paris       | 11 août 2024      |